# Gomphogaster
Gomphogaster is een monotypisch geslacht van schimmels behorend tot de familie Gomphidiaceae. De typesoort is Gomphogaster leucosarx.